# Richard Spendlove
Richard Spendlove (ur. 16 czerwca 1939 w Carlton) – brytyjski dziennikarz radiowy, satyryk i scenarzysta komediowy, były wieloletni kolejarz. Poza Wielką Brytanią jest znany przede wszystkim jako współtwórca serialu komediowego Stacyjka Hatley.

## Życiorys
Pochodzi z hrabstwa Nottinghamshire. Jako piętnastoletni chłopak zaczął pracować na kolei, z którą był związany przez 35 kolejnych lat. W 1963 został zastępcą kierownika dworca kolejowego w Cambridge - był wówczas jednym z najmłodszych pracowników w historii brytyjskich kolei awansowanych na tak wysokie stanowisko. Od 1969 równolegle ze swoją pracą dla British Rail pisywał również artykuły do gazet, zaś od 1983 był prezenterem audycji radiowej Reflections, w której rozmawiał zarówno z postaciami ze świata rozrywki, jak i m.in. osobami, które przeżyły znane katastrofy, m.in. zatonięcie Titanica. 
W 1989, w dniu swoich pięćdziesiątych urodzin, przeszedł na kolejową emeryturę i poświęcił się wyłącznie pracy w mediach, w szczególności w radiu. Realizował wywiady i dokumenty, był także prezenterem. W latach 1996–2000 był prezenterem pasma popołudniowego w BBC Radio Cambridgeshire. Obecnie prowadzi emitowany w sobotnie przedpołudnia program, w którym dyskutuje na różne tematy z dzwoniącymi do studia słuchaczami. Audycję produkuje BBC Radio Suffolk, ale jest ona transmitowana również przez szereg innych lokalnych stacji radiowych BBC.
Poza pracą w radiu, w latach 1995-1997 był współscenarzystą serialu komediowego Stacyjka Hatley, który stworzył wspólnie z Davidem Croftem. Akcja serialu osadzona jest na małej stacji kolejowej z lat 60. i czerpie dużo z osobistych doświadczeń Spendlove'a, który wystąpił w części odcinków również jako aktor. Ponadto Spendlove ma własny, jednoosobowy program estradowy, w którym mówi monologi, śpiewa piosenki i gra na fortepianie. Niektóre jego występy zostały również wydane na kasetach i płytach. 
W roku 2000 został odznaczony Orderem Imperium Brytyjskiego za swoje zasługi dla radiofonii lokalnej i regionalnej w Wielkiej Brytanii.